# Cemitério Judaico do Funchal
Porta do Cemitério Judaico do Funchal (2011).
O Cemitério Judaico do Funchal é um cemitério judaico localizado na Rua do Lazareto, na cidade do Funchal, na Madeira, Portugal.  Nele estão sepultados judeus sefarditas e asquenazes.
Foi classificado como Património Cultural da Madeira em 1993.

## História
Judeus oriundos de Marrocos chegaram à Madeira em 1819, estabelecendo-se na indústria do vinho e dos bordados.
Em 1850, o britânico Judah Allof e o marroquino Isaac Esnaty adquiriram os terrenos para a construção de um cemitério judaico no Funchal, tendo sido inaugurado em 1851.
A comunidade judaica cresceu durante a Segunda Guerra Mundial, devido à evacuação da população civil de Gibraltar, que incluía — segundo Tito Benady, um historiador da comunidade judaica desse território — cerca de 200 judeus entre os 2 000 gibraltinos evacuados para o Funchal.
Foram sepultadas 38 pessoas entre 1854 e 1976, data da última sepultura.
Em 2015, após décadas de abandono, ruína e vandalismo, o Cemitério Judaico foi alvo de um projeto de recuperação, orçado em cerca de 180 000 euros e financiado pelo Comité Europeu para a Proteção dos Cemitérios Judaicos.

## Galeria

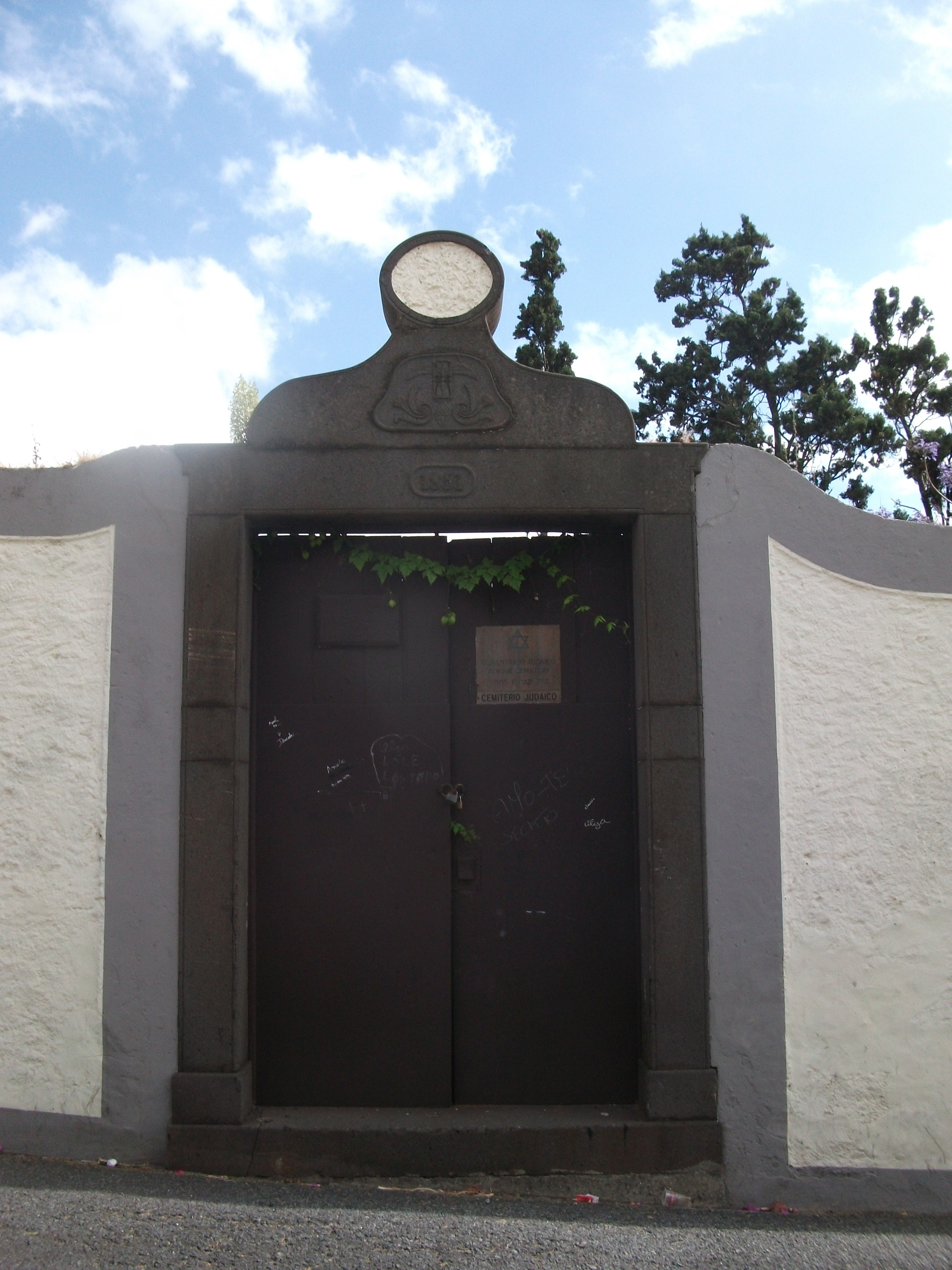
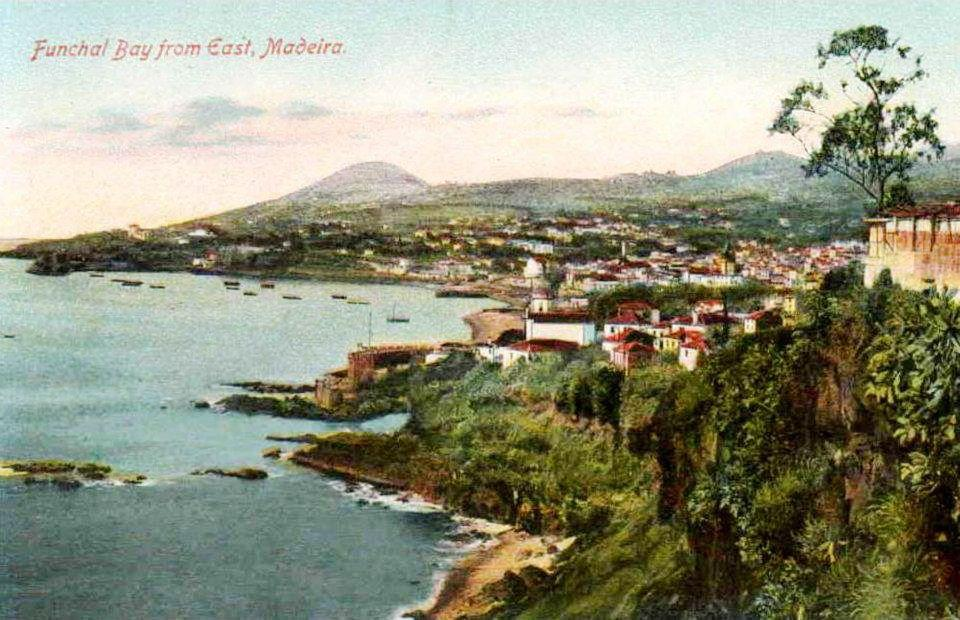
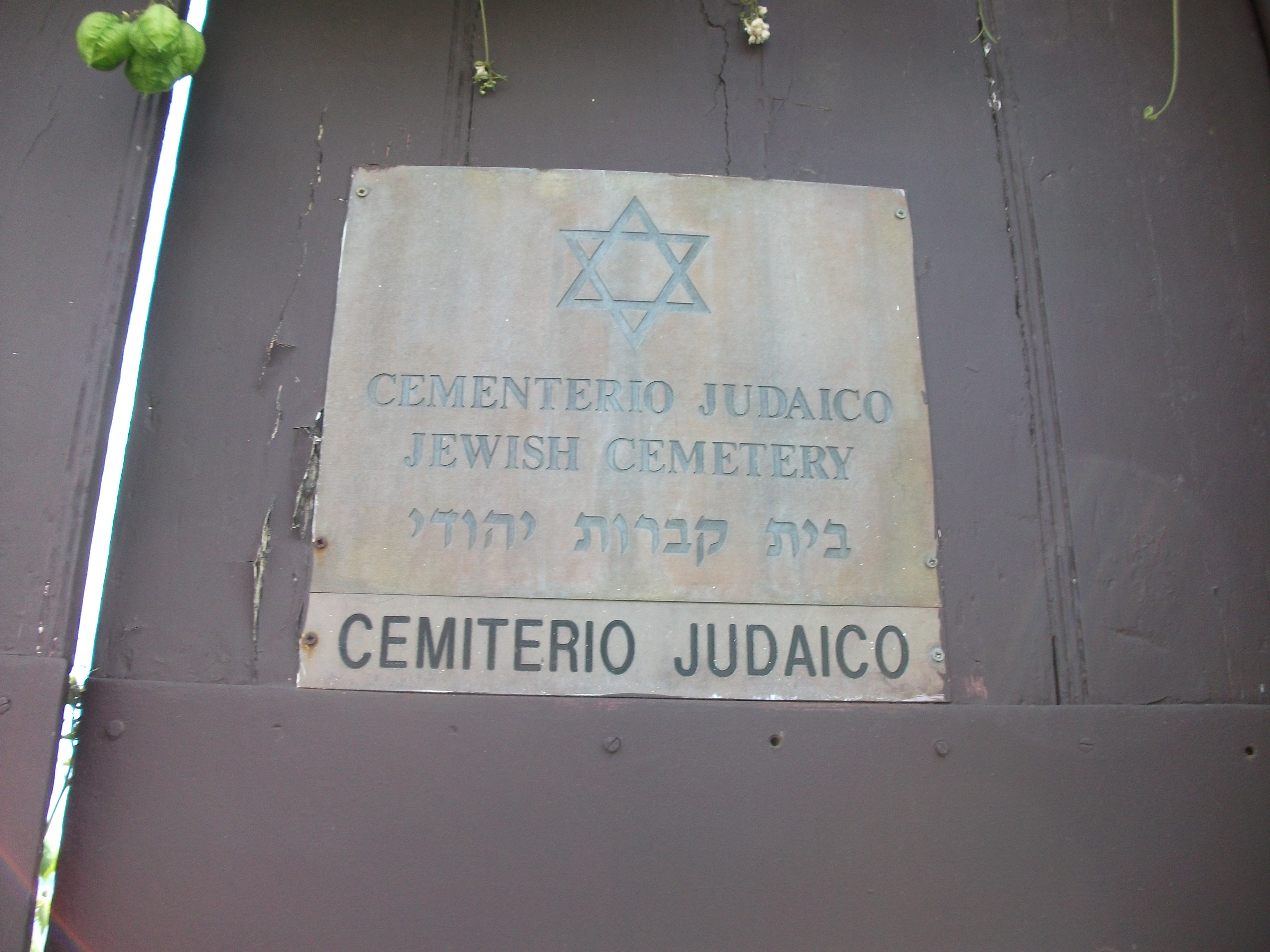

## Pessoas sepultadas
- Salomon Abudarham
- Clara Abudarham
- Reina Abudarham
- Joseph Abudarham
- Simy Abudarham
- Rafael Menahem Abudarham
- Jacob Abudarham
- Fortunato Abudarham
- Messod Alazar
- Mary Athias
- Emma Bach
- Samuel Benady
- Dona Bentata
- Rosa Benyunes
- Abraham Benzecry
- Jeannette Edith Boujou
- Joana Sultan Câmara
- David Cohen
- Ester Esnaty
- Haim Esnaty
- Moises Ezagui
- Adolphus Friesner
- Albert Morse Goldberg
- Ester Hassan
- Hermann Horwitz
- Willy Alexander Katz
- Mordejay Labos
- Estrela Labos
- Harry Harry Lorie
- Margit Neugarten
- Abraham Robins
- Menahem Rodríguez Mercado
- Mordechai Rodríguez Mercado
- Pauline Plinette Schnitzer
- Gilbert Schnitzer
- Willy Schnitzer
- Ferdinand Schwartzschild
- Baruj Tobelem